# Neukyhna
Neukyhna là một đô thị trong huyện Nordsachsen, bang tự do Sachsen, nước Đức. Đô thị Neukyhna có diện tích 40,25 km², dân số thời điểm ngày 31 tháng 12 năm 2005 là 2534 người